# Еліс Коучмен
Еліс Марі Коучмен, після одруження Коучмен Девіс (англ. Alice Marie Coachman; 9 листопада 1923 — 14 липня 2014) — американська легкоатлетка, що спеціалізувалася у стрибках у висоту, перша чорношкіра олімпійська чемпіонка.
Коучмен зростала в південному штаті Джорджія, де були сегрегація, і вона не могла тренуватися в місцевих спорткомплексах.
Це не завадило їй виграти першу нагороду в США у віці 16 років.
Спортсменка завоювала своє золото в стрибках у висоту на Лондонській олімпіаді 1948 року з результатом 168 см. Вона стала єдиною американською жінкою, хто виборов золото у легкій атлетиці на цій олімпіаді.

## Виноски
1. 1 2  Encyclopædia Britannica
2. ↑  SNAC — 2010.
3. ↑  Smith J. C. Notable Black American Women
4. ↑  BlackPast.org — 2004.
5. ↑  В США померла перша чорношкіра олімпійська чемпіонка